# Thranius solomonensis
Thranius solomonensis är en skalbaggsart som beskrevs av J. Linsley Gressitt 1954. Thranius solomonensis ingår i släktet Thranius och familjen långhorningar. Inga underarter finns listade i Catalogue of Life.